# Tom DiCillo
Thomas A. DiCillo (Camp LeJeune, 14 de agosto de 1953), conocido profesionalmente como Tom DiCillo, es un director de cine, director de fotografía y guionista estadounidense.
Estudió rodaje en un instituto de cine de la Universidad de Nueva York. Posteriormente trabajó como actor, y luego empezó a realizar sus propias películas dentro del cine independiente. Es conocido mayormente por películas como Delirious y Living in Oblivion, la cual fue muy elogiada por la crítica y recibió nominaciones para los Independent Spirit Awards y el Festival de cine de Sundance.

## Primeros años
Tom DiCillo nació en 1953 en Camp LeJeune, Carolina del Norte. Es el segundo de tres hermanos. Su padre fue coronel en el Cuerpo de Marines de los Estados Unidos. Como resultado, DiCillo se trasladaba cada dos años a diferentes bases militares y pequeños pueblos a lo largo del país. Su padre es italiano y su madre es originaria de New England; sobre su origen italiano dice: "Estoy orgulloso de esa mitad, pero en realidad no me considero italiano". La película que lo inspiró a ser cineasta fue La strada de Federico Fellini.
Durante su juventud vivió en California, Virginia, Carolina del Norte, Nueva York y Bangkok, Tailandia. Asistió a tres escuelas primarias, dos secundarias y dos reformatorios. Obtuvo un Bachelor of Arts en Creative Writing de la Old Dominion University de Norfolk en 1975. Se mudó a la ciudad de Nueva York en 1976, donde asistió a la NYU Graduate Film School. En ese lapso escribió y dirigió seis cortometrajes y recibió el Paulette Goddard Scholarship. Se graduó en 1979 y rápidamente comenzó a trabajar limpiando el piso en un comercial de Pepsi. Luego estudió actuación durante ocho años. Trabajó en numerosas obras en pequeños teatros de Nueva York, y actuó también en varias películas independientes. En 1984, DiCillo trabajó como director de fotografía y actor en Stranger Than Paradise, de su amigo y compañero de clase Jim Jarmusch.

## Carrera en el cine
Su primera película como director, Johnny Suede, incluía al entonces desconocido Brad Pitt y a Catherine Keener en el reparto, serían de sus primeros pepeles para ambos. Recibió una nominación en el Festival de Cine de Sundance. Con su segunda película, Living in Oblivion, DiCillo recibió buenas críticas por su sátira del rodaje de una película independiente. Esta comedia negra, lanzada en 1995, fue precisamente producida de forma independiente y con un bajo presupuesto. El reparto incluía a Steve Buscemi haciendo el papel de "Nick", un director enloquecido por sus actores y su equipo. Catherine Keener repetía como la actriz protagonista del film. Dermot Mulroney era el director de fotografía en crisis, y James LeGros la estrella en ciernes que saboteaba el rodaje con sus caprichos de divo. DiCillo suele negar en sus entrevistas que este personaje esté basado en su propia experiencia con Brad Pitt. Acerca de la inspiración y origen de Living in Oblivion, en una entrevista describió el hacer una película como "una de las más tediosas, aburridas y dolorosas experiencias, y eso solo cuando va bien". Se publicaron libros de sus guiones de Living in Oblivion y Box of Moon Light. Ambos libros contienen los guiones completos, comentarios sobre la producción y el rodaje de las películas, y anécdotas de la mano del propio DiCillo.
En 2001, Doble contratiempo fue lanzada directamente en VHS y DVD, a pesar de que contó con Elizabeth Hurley y Denis Leary entre el reparto. Cinco años después fue lanzada Delirious, una comedia dramática protagonizada por Steve Buscemi, Michael Pitt y Alison Lohman, y con la participación del músico Elvis Costello. Fue estrenada en el Festival de Cine de San Sebastián, donde ganó tres premios (Concha de Plata al mejor director, mejor guion y el premio a la originalidad). El filme también fue proyectado en el Festival de Cine de Sundance en 2006, y ganó el premio a mejor director en "HBO Comedy Film Festival". El protagonista Steve Buscemi dice: "El guion me gustó mucho, aunque fue un poco extraño porque cuando me lo mostró por primera vez no entendía el personaje que quería que interpretara. Pero lo grandioso de Tom es que estaba dispuesto a trabajarlo conmigo, yo podía decirle cosas que no entendía y él trabajaba en ello y estaba dispuesto a escuchar mis dudas. Siempre es grandioso trabajar con alguien tan abierto. Tom tiene una idea muy clara de lo que quiere hacer, y yo siempre estoy interesado en su punto de vista".
En enero de 2009 presentó en el Festival de Sundance, When You're Strange, un documental acerca de la banda The Doors narrado por Johnny Depp que incluye material inédito. Después de ver una episodio de Law and Order diridigo por DiCillo, el productor de la NBC encargado del proyecto, impresionado por el trabajo del director, lo llamó para dirigir el documental. DiCillo comentó: "Estaba en mi apartamento, sonó el teléfono, me ofrecieron el proyecto, y por primera vez en mi vida, todo lo que tuve que hacer fue decir 'sí' y comenzar a trabajar". En 2011, DiCillo ganó un premio Grammy en la categoría mejor video musical de formato largo por When You're Strange.

## Filmografía

### Películas como director y guionista
- Johnny Suede (1991)
- Living in Oblivion (1995)
- Box of Moon Light (1996)
- The Real Blonde (1997)
- Double Whammy (2001)
- Delirious (2006)
- When You're Strange (documental, 2009)
- Down in Shadowland (documental, 2014)

### Como director en televisión
- Monk (un episodio, 2003)
- Law & Order: Criminal Intent (5 episodios, 2006-2010)
- The Good Wife (un episodio, 2011)
- Lights Out (un episodio, 2011)
- Law & Order: Los Angeles (un episodio, 2011)
- Law & Order: Special Victims Unit (2 episodios, 2011-2013)
- Chicago Fire (5 episodios, 2012-2015)
- Flaked (2 episodios, 2016)

### Como director de fotografía
- Permanent Vacation (1980)
- Underground U.S.A. (1980)
- Variety (1983)
- Burroughs (1983)
- Stranger Than Paradise (1984)
- Robinson no niwa (1987)
- Robert Wilson and the Civil Wars (1987)
- The Beat (1988)
- Laura Ley (1989)
- End of the Night (1990)
- Coffee and Cigarettes (2003) (segmento "Strange To Meet You")

## Premios y distinciones
Festival Internacional de Cine de San Sebastián
| Año  | Categoría                         | Película  | Resultado |
| ---- | --------------------------------- | --------- | --------- |
| 2006 | Concha de plata al Mejor Director | Delirious | Ganador   |
| 2006 | Premio del jurado al mejor Guion  | Delirious | Ganador   |
| 2006 | Premio SIGNIS                     | Delirious | Ganador   |

- Festival de Cine de Sundance
  - 1992 Premio del jurado - Johnny Suede - Candidato
  - 1995 Premio del jurado - Living in Oblivion - Candidato
  - 1995 Waldo Salt Screenwriting Award - Johnny Suede - Ganador

- Independent Spirit Awards
  - 1996 Mejor guion - Living in Oblivion - Nominado